# Новопокровський (Челябінська область)
Новопокровський (рос. Новопокровский) — селище у Кизильському районі Челябінської області Російської Федерації.
Входить до складу муніципального утворення Новопокровське сільське поселення. Населення становить 531 особу (2010).

## Історія
Від 4 листопада 1926 року належить до Кизильського району Челябінської області.
Згідно із законом від 17 вересня 2004 року органом місцевого самоврядування є Новопокровське сільське поселення.

## Населення
| 2002 | 2003 | 2006 | 2010 |
| ---- | ---- | ---- | ---- |
| 497  | ↗559 | ↗566 | ↘531 |